# Tenebre
Tenebre, italiensk film från 1982 av Dario Argento.

## Handling
Författaren Peter Neal (Anthony Franciosa) åker till Rom på en PR-turné för sin nya bok Tenebrae, en mördare följer i hans spår och använder boken som mall för en rad kvinnomord ofta med en sexuell underton.

## Om filmen
Filmen är även känd under namnen Tenebrae, Unsane (amerikansk censurerad version) och Shadows. Från början var det meningen att Tenebre skulle avsluta Argentos trilogi om häxor som påbörjades med Flykten från helvetet originaltitel Suspiria (1977) och fortsatte i Inferno (1980) men manuset skrevs om helt när Argento råkade ut för ett efterhängset fan och slutresultatet blev istället en giallo. Filmens scener badar oftast i bjärta vita kontraster som tjänar som chockerande bakgrund när filmens blodiga mord inträffar.
Trilogin om häxor, som kallas Moderstrilogin, blev komplett först 2007 när Argento gjorde klart Mother of Tears (La Terza Madre).
I filmens inledning läser mördaren ur boken Tenebre, om man ser filmen med italienskt ljudspår är det Argento själv som berättar.
Statens Biografbyrå förbjöd filmen 1982 med titeln Tenebrae... Terror utan gräns.

## Rollista (i urval)
- Anthony Franciosa - Peter Neal, författare
- Daria Nicolodi - Anne, vän till Peter
- John Saxon - Bullmer, Peter Neals agent i Italien
- Giuliano Gemma - Germani, kriminalkommissarie som utreder morden
- John Steiner - Berti, intervjuare på TV